# Gran Premio motociclistico d'Olanda 1971
Il Gran Premio motociclistico d'Olanda fu il quarto appuntamento del motomondiale 1971.
Si svolse sabato 26 giugno 1971 sul circuito di Assen, e corsero (per la terza volta nella stagione) tutte le classi.
Il programma: alle 10.15 la 50; alle 11.05 la 350; alle 12.30 la 250; alle 14.15 la 125; alle 15.30 la 500; chiudono i sidecar alle 16.45.
Giacomo Agostini, con la doppia vittoria in 350 e 500, superò il numero di vittorie iridate di Mike Hailwood.
Terza vittoria consecutiva in 250 per Phil Read. I suoi principali rivali, Rodney Gould e Jarno Saarinen, caddero, mentre Kent Andersson non partì a causa di una caduta in prova, e Barry Sheene (in sella alla Derbi) si ritirò per la rottura di un ammortizzatore.
Doppia vittoria anche per Ángel Nieto in 50 e 125, secondo pilota nella storia a riuscirvi dopo Hugh Anderson.
Nei sidecar, vittoria per l'URS di Horst Owesle, e prima volta a punti di un "tre ruote" spinto da un motore a due tempi: il CAT (spinto da un tre cilindri Crescent di origine motonautica) dell'elvetico Rudi Kurth.

## Classe 500

### Arrivati al traguardo
| Pos. | Pilota             | Moto      | Tempo        | Punti |
| ---- | ------------------ | --------- | ------------ | ----- |
| 1    | Giacomo Agostini   | MV Agusta | 1h 05' 34" 4 | 15    |
| 2    | Rob Bron           | Suzuki    | +58" 7       | 12    |
| 3    | Dave Simmonds      | Kawasaki  | +1' 15" 7    | 10    |
| 4    | Keith Turner       | Suzuki    | +2' 47" 8    | 8     |
| 5    | Jim Curry          | Seeley    | +3' 30" 9    | 6     |
| 6    | Billie Nelson      | Paton     | +3' 34" 8    | 5     |
| 7    | Tommy Robb         | Seeley    | +1 giro      | 4     |
| 8    | Bosse Granath      | Husqvarna | +1 giro      | 3     |
| 9    | Paul Eickelberg    | Yamaha    | +1 giro      | 2     |
| 10   | Rob Noorlander     | Norton    | +1 giro      | 1     |
| 11   | Kurt-Ivan Carlsson | Yamaha    | +2 giri      |       |
| 12   | Lothar John        | Yamaha    | +4 giri      |       |

### Ritirati
| Pilota             | Moto      | Motivo ritiro               |
| ------------------ | --------- | --------------------------- |
| Gyula Marsovszky   | LinTo     |                             |
| Terry Dennehy      | Honda     |                             |
| Eric Offenstadt    | Kawasaki  |                             |
| Ron Chandler       | Kawasaki  |                             |
| Ernst Hiller       | Kawasaki  |                             |
| John Dodds         | König     |                             |
| Maurice Hawthorne  | Kawasaki  |                             |
| Alan Barnett       | Aermacchi | perdita del tubo di scarico |
| Hans-Otto Butenuth | BMW       |                             |
| Theo Louwes        | Kawasaki  |                             |
| Alberto Pagani     | LinTo     |                             |
| Christian Ravel    | Kawasaki  |                             |
| Jack Findlay       | Suzuki    |                             |
| Piet van der Wal   | Kawasaki  |                             |
| Karl Hoppe         | König     |                             |
| Hannu Kuparinen    | Suzuki    |                             |

## Classe 350

### Arrivati al traguardo
| Pos | Pilota             | Moto      | Tempo        | Punti |
| --- | ------------------ | --------- | ------------ | ----- |
| 1   | Giacomo Agostini   | MV Agusta | 1h 04' 49" 6 | 15    |
| 2   | Phil Read          | Yamaha    | +23"         | 12    |
| 3   | Theo Bult          | Yamsel    | +1' 28" 5    | 10    |
| 4   | Rodney Gould       | Yamaha    | +1' 48" 2    | 8     |
| 5   | Ron Chandler       | Yamaha    | +2' 37" 7    | 6     |
| 6   | Martti Pesonen     | Yamaha    | +2' 46"      | 5     |
| 7   | Billie Nelson      | Yamaha    | +2' 49" 1    | 4     |
| 8   | Tony Rutter        | Yamaha    | +3' 11" 1    | 3     |
| 9   | Kurt-Ivan Carlsson | Yamaha    | +3' 12" 9    | 2     |
| 10  | Godfrey Nash       | Yamaha    | +3' 19" 7    | 1     |
| 11  | Guido Mandracci    | Yamaha    | +1 giro      |       |
| 12  | Günter Bartusch    | MZ        | +1 giro      |       |
| 13  | Hannu Kuparinen    | Yamaha    | +1 giro      |       |

## Classe 250

### Arrivati al traguardo
| Pos | Pilota              | Moto     | Tempo     | Punti |
| --- | ------------------- | -------- | --------- | ----- |
| 1   | Phil Read           | Yamaha   | 57' 02" 1 | 15    |
| 2   | Theo Bult           | Yamsel   | +11" 9    | 12    |
| 3   | Dieter Braun        | Yamaha   | +17" 7    | 10    |
| 4   | Tony Rutter         | Yamaha   | +41" 8    | 8     |
| 5   | Chas Mortimer       | Yamaha   | +41" 9    | 6     |
| 6   | Gyula Marsovszky    | Yamaha   | +51" 6    | 5     |
| 7   | John Dodds          | Yamaha   | +1' 26" 7 | 4     |
| 8   | Nico van der Zanden | Yamaha   | +1' 40"   | 3     |
| 9   | Jerry Lancaster     | Yamsel   | +1' 41" 7 | 2     |
| 10  | Guido Mandracci     | Yamaha   | +1' 41" 7 | 1     |
| 11  | Leo Commu           | Yamaha   | +1' 44" 2 |       |
| 12  | László Szabó        | Yamaha   | +2' 09" 2 |       |
| 13  | Walter Sommer       | Yamaha   | +2' 09" 8 |       |
| 14  | Steve Machin        | Yamaha   | +1 giro   |       |
| 15  | Börje Jansson       | Yamasaki | +3 giri   |       |

## Classe 125

### Arrivati al traguardo
| Pos | Pilota             | Moto   | Tempo     | Punti |
| --- | ------------------ | ------ | --------- | ----- |
| 1   | Ángel Nieto        | Derbi  | 48' 12" 8 | 15    |
| 2   | Barry Sheene       | Suzuki | +1" 7     | 12    |
| 3   | Börje Jansson      | Maico  | +14" 8    | 10    |
| 4   | Dieter Braun       | Maico  | +55" 1    | 8     |
| 5   | Chas Mortimer      | Yamaha | +1' 11" 4 | 6     |
| 6   | Toni Gruber        | Maico  | +1' 17" 1 | 5     |
| 7   | Steve Machin       | Yamaha | +1' 17" 3 | 4     |
| 8   | Gert Bender        | Maico  | +2' 04" 2 | 3     |
| 9   | Matti Salonen      | Yamaha | +3' 22" 6 | 2     |
| 10  | Günter Fischer     | Maico  | +1 giro   | 1     |
| 11  | Aart Valster       | MZ     | +1 giro   |       |
| 12  | Ryszard Mankiewicz | MZ     | +1 giro   |       |
| 13  | Aalt Toersen       | Suzuki | +1 giro   |       |

## Classe 50

### Arrivati al traguardo
| Pos | Pilota                  | Moto      | Tempo     | Punti |
| --- | ----------------------- | --------- | --------- | ----- |
| 1   | Ángel Nieto             | Derbi     | 30' 17" 5 | 15    |
| 2   | Jos Schurgers           | Kreidler  | +37" 5    | 12    |
| 3   | Teunis Ramaker          | Kreidler  | +56"      | 10    |
| 4   | Jan Bruins              | Kreidler  | +1' 40" 7 | 8     |
| 5   | Federico van der Hoeven | Derbi     | +1' 46" 7 | 6     |
| 6   | Juan Parés March        | Derbi     | +1' 51"   | 5     |
| 7   | Manfred Kugler          | Kreidler  | +2' 11" 4 | 4     |
| 8   | Harald Bartol           | Kreidler  | +3' 14" 5 | 3     |
| 9   | Ryszard Mankiewicz      | Kreidler  | +3' 21" 1 | 2     |
| 10  | Ton Kooyman             | Hemeyla   | +3' 48" 9 | 1     |
| 11  | Ton Daleman             | Roton     | +4' 29" 9 |       |
| 12  | Herman Meijer           | Hemeyla   | +1 giro   |       |
| 13  | Riekus Foekema          | Kreidler  | +1 giro   |       |
| 14  | Jacques Bernard         | Kreidler  | +1 giro   |       |
| 15  | John Robert Finch       | Minarelli | +1 giro   |       |
| 16  | Oronzo Memola           | Kreidler  | +2 giri   |       |

## Classe sidecar
Per le motocarrozzette si trattò della 127ª gara effettuata dall'istituzione della classe nel 1949; si sviluppò su 14 giri, per una percorrenza di 107,860 km.
Giro più veloce di Horst Owesle/Julius Kremer (Münch-URS) in 3' 41" 3 a 125,300 km/h.

### Arrivati al traguardo
| Pos | Pilota                | Passeggero      | Moto         | Tempo     | Punti |
| --- | --------------------- | --------------- | ------------ | --------- | ----- |
| 1   | Horst Owesle          | Julius Kremer   | Münch-URS    | 53' 31" 3 | 15    |
| 2   | Arsenius Butscher     | Josef Huber     | BMW          | +25" 2    | 12    |
| 3   | Siegfried Maier       | Harald Mathews  | BMW          | +34" 8    | 10    |
| 4   | Heinz Luthringshauser | Armgard Neumann | BMW          | +39" 8    | 8     |
| 5   | Chris Vincent         | Derek Jacobson  | BSA          | +49" 9    | 6     |
| 6   | Wolfgang Klenk        | Roland Veil     | BMW          | +2' 26" 1 | 5     |
| 7   | Hermann Binding       | Helmut Fleck    | BMW          | +3' 13" 7 | 4     |
| 8   | Colin Hornby          | Mike Griffiths  | BMW          | +3' 44" 9 | 3     |
| 9   | Herman Oosterloo      | Klaas de Geus   | BMW          | +1 giro   | 2     |
| 10  | Rudi Kurth            | Dane Rowe       | CAT-Crescent | +2 giri   | 1     |
| 11  | Richard Wegener       | Adi Heinrichs   | BMW          | +3 giri   |       |